# Jens Langkniv (film)
Jens Langkniv è un film del 1940, diretto da Per Knutzon e Peter Lind, con Bjarne Henning-Jensen.